# Koki Ikeda
Koki Ikeda (3 de maio de 1998) é um atleta japonês, medalhista olímpico.
Nos Jogos Olímpicos de Verão de 2020, conquistou a medalha de prata na prova de 20 km marcha atlética com o tempo de 1:21:14. Ele também é graduado pela Universidade Toyo.